# El ciudadano ilustre
El ciudadano ilustre és una pel·lícula de comèdia dramàtica argentina de 2016, dirigida per Gastón Duprat i Mariano Cohn, escrita per Andrés Duprat i protagonitzada per Oscar Martínez.
La pel·lícula es va presentar per primera vegada en la secció oficial de la 73a edició del 73a Mostra Internacional de Cinema de Venècia, on Oscar Martínez va guanyar la Copa Volpi al millor actor. Va ser seleccionada per a representar l'Argentina en la categoria de Millor pel·lícula internacional de la 89a edició dels Premis Óscar.

## Sinopsi
Daniel Mantovani és un escriptor argentí que viu a Europa des de fa més de quatre dècades, consagrat mundialment per haver obtingut el premi Nobel de literatura. Les seves novel·les es caracteritzen per retratar la vida a Salas, un petit poble fictici a la província de Buenos Aires, 'Argentina, en el que va néixer i on no ha tornat des que era un jove amb aspiracions d'escriptor.
Entre la nombrosa correspondència que rep diàriament li arriba una carta de la municipalitat de Salas en la que el conviden a rebre el màxim reconeixement del poble: la medalla de Ciutadà il·lustre. Sorprenentment, i malgrat les seves importants obligacions i compromisos, Daniel decideix acceptar la proposta i tornar d'incògnit per uns pocs dies al seu poble.
El viatge tindrà per a Daniel múltiples arestes: serà el retorn triomfal al poble que el va veure néixer, un viatge al passat en el qual es retrobarà amb vells amics, amors i paisatges de joventut, però sobretot serà un viatge al cor mateix de la seva literatura, a la font de les seves creacions i inspiració. Una vegada allí, l'escriptor constatarà tant les afinitats que encara l'uneixen a Salas com les insalvables diferències que el transformaran ràpidament en un element estrany i pertorbador per a la vida del poble. La calidesa pobletana desapareix al mateix temps que les controvèrsies es multipliquen, arribant a un punt sense retorn que revela dues formes irreconciliables de veure el món.
El ciutadà il·lustre posa en escena diversos debats vius a l'Argentina i al món. Un d'ells és el rebuig a la mirada externa i crítica que representa el protagonista, un escriptor exiliat fa dècades a Europa, enfront de la defensa nacionalista dels seus paisans. La vida afable, l'exaltació del propi i la mirada trempada són un estil de vida acceptable en un poble de província, però per a aquest escriptor cosmopolita suposen la negació d'una societat a qualsevol idea de progrés. A aquest conflicte se suma una sort de ferida oberta en l'orgull argentí per ser un país amb grans escriptors però sense un Nobel de literatura, tema que la pel·lícula reprèn saldant aquesta falta amb el protagonista, que sí que obté el guardó que se li va negar a Jorge Luis Borges.
Daniel Mantovani encarnarà, al mateix temps, la gran satisfacció i orgull que suposa per al seu poble natal tenir una figura reconeguda mundialment, i el creixent rebuig que s'anirà desvetllant a mesura que els seus habitants, inicialment fascinats amb la seva visita, el vagin coneixent una mica més. Com ha ocorregut amb tants artistes en relació al seu poble, la fascinació mutarà en menyspreu a mesura que vagin coneixent les seves idees i posicions i, sobretot, quan es comenci a difondre el contingut de les seves novel·les, que retraten críticament la vida pobletana de Salas, fent realitat la màxima que «ningú és profeta a la seva terra».
La fi de la pel·lícula és inesperat i obert.

## Repartiment
- Oscar Martínez com Daniel Mantovani
- Dady Brieva com Antonio
- Andrea Frigerio com Irene
- Belén Chavanne com Julia
- Nicolás De Tracy com Roque
- Nora Navas com Nuria
- Marcelo D'Andrea com Florencio Romero
- Iván Steinhardt com Detractor
- Manuel Vicente com Intendent de Salas

## Producció
El film va començar a produir-se al maig de 2011, trigant cinc anys a realitzar-se. Va comptar amb un pressupost d'1.7 milions de dòlars, el doble de pressupost que les pel·lícules El hombre de al lado i Querida voy a comprar cigarrillos y vuelvo, ambdós projectes dels mateixos directors.
Les escenes exteriors es van filmar en les localitats argentines de San Justo, Navarro, Cañuelas, Aldo Bonzi i Lomas de Zamora i a la ciutat de Barcelona.

## Recepció

### Crítica
El ciudadano ilustre va rebre crítiques positives de la premsa especialitzada. En el lloc Todas las críticas, la cinta va rebre una aprovació del 94% basada en 33 crítiques amb una mitjana de 74 sobre 100. Benjamí Harguindey de Escribiendo Cine li va atorgar a la cinta un puntaje de 10 sobre 10 catalogant-la com la millor pel·lícula dels realitzadors, pregonant que la pel·lícula «té tota la pinta que es convertirà en un altre clàssic modern del cinema argentí».

### Taquilla
La pel·lícula va iniciar el seu primer dia en cartellera en el segon lloc de la taquilla argentina amb 7.376 espectadors, per darrere de la pel·lícula de terror estatunidenc Don't Breathe. No obstant això, en simultani amb la seva estrena a l'Argentina, la cinta competia en el Festival de Venècia en la secció oficial. Tres dies després d'estrenar-se al país sud-americà, la pel·lícula guanyava el premi al millor actor del festival (Oscar Martínez) i un premi extra en els apartats paral·lels, el que sumat a la promoció televisiva d'aquesta victòria van fer revertir la progressiò de la pel·lícula, aconseguint escalar al primer lloc en acabar el seu primer cap de setmana en cartellera amb 79.784 espectadors. L'efecte va durar fins i tot en el seu segon dijous en cartellera, on, malgrat quedar segona darrere de la pel·lícula nacional Gilda, no me arrepiento de este amor, va millorar en un 16% l'aconseguit en el seu moment d'estrena amb 8.557 espectadors (comportament inusual en la cartellera argentina). Pel seu segon cap de setmana la pel·lícula havia guanyat un 5% en comparació amb el seu primer cap de setmana amb 85.406 "tiquets tallats" i un total de 201.314 espectadors.
L'èxit de la pel·lícula va sobrepassar les expectatives dels productors, que estimaven un recorregut final de no més de 300.000 espectadors. Fet i fet, la cinta té un total acumulat de 600.000 espectadors.
L'explotació de la pel·lícula a Espanya, després de l'estrena de la pel·lícula l'11 de novembre de 2016 i el seu pas pel Festival de Valladolid, on la pel·lícula va rebre l'Espiga de Plata a la millor pel·lícula i el guionista Andrés Duprat va rebre el Premi Miguel Delibes al millor guió,va ser també molt reeixida, superant els 125.000 espectadors i els 800.000 euros de taquilla bruta.
El DVD de la pel·lícula va ser el cinquè més venut a les botigues Yenny i El Ateneo en maig de 2017, i el quart més venut l'agost de 2017.

### Home Video
L'editora Transeuropa va llançar en botigues el DVD de la pel·lícula el 20 d'abril de 2017. Com a característiques especials porta àudio espanyol 5.1 amb subtítols en espanyol i anglès i d'extres inclou dos curts experimentals de la productora Televisión Abierta, Venimos llenos de tierra (1996) y Hágalo usted mismo (1998).

## Localització
La pel·lícula va ser filmada a la localitat de Navarro.
Si bé alguns mitjans identifiquen el poble Salas amb Carlos Salas (Buenos Aires), els seus autors han indicat que es tracta d'un poble fictici i han descrit la història com "un retrat del país".

## Historial d'estrenes
| País      | Data                   | Distribuïdor            | Refs.  |
| --------- | ---------------------- | ----------------------- | ------ |
| Argentina | 8 de setembre de 2016  | Buena Vista             | [ 20 ] |
| Paraguai  | 29 de setembre de 2016 | Filmagic                | [ 21 ] |
| Uruguai   | 27 d'octubre de 2016   | Buena Vista             | [ 22 ] |
| Espanya   | 11 de novembre de 2016 | A Contracorriente Films | [ 23 ] |
| Itàlia    | 24 de novembre de 2016 |                         |        |
| Polònia   | 6 de gener de 2017     |                         |        |
| França    | 8 de febrer de 2017    |                         |        |

## Premis i nominacions

### Participació en festivals de cinema
| Festival                                     | Data d'esdeveniment                     | Categoria                          | Premi     |
| -------------------------------------------- | --------------------------------------- | ---------------------------------- | --------- |
| Festival Internacional de Cinema de Venècia  | 31 d'agost al 10 de setembre de 2016    | Lleó d'Or a la millor pel·lícula   | Nominat   |
| Festival Internacional de Cinema de Venècia  | 31 d'agost al 10 de setembre de 2016    | Copa Volpi al millor actor         | Guanyador |
| Festival Internacional de Cinema de Venècia  | 31 d'agost al 10 de setembre de 2016    | Premi del jurat jove               | Guanyador |
| Festival Internacional de Cinema de Haifa    | 15 d'octubre al 24 d'octubre de 2016    | Carmel a la millor pel·lícula      | Guanyador |
| Festival Internacional de Cinema de l'Havana | 8 de desembre al 18 de desembre de 2016 | Millor guió                        | Guanyador |
| Festival Internacional de Cinema de l'Havana | 8 de desembre al 18 de desembre de 2016 | Premi de la premsa cinematogràfica | Guanyador |

### Premis Sur
Els Premis Sur foren entregats per l'Academia de las Artes y Ciencias Cinematográficas de la Argentina el març de 2017.
| Any  | Categoria                    | Candidat                     | Resultat  |
| ---- | ---------------------------- | ---------------------------- | --------- |
| 2016 | Millor pel·lícula            | El ciudadano ilustre         | Nominat   |
| 2016 | Millor director              | Mariano Cohn i Gastón Duprat | Nominat   |
| 2016 | Millor actor                 | Oscar Martínez               | Guanyador |
| 2016 | Millor actor de repartiment  | Dady Brieva                  | Guanyador |
| 2016 | Millor actriu de repartiment | Andrea Frigerio              | Nominat   |
| 2016 | Millor guió original         | Andrés Duprat                | Guanyador |
| 2016 | Millor direcció d'art        | María Eugenia Sueiro         | Nominat   |
| 2016 | Millor disseny de vestuari   | Laura Donari                 | Nominat   |
| 2016 | Millor so                    | Adrián De Michele            | Nominat   |

### Premis Goya
Aquests premis van ser lliurats per la Acadèmia de les Arts i les Ciències Cinematogràfiques d'Espanya el 4 de febrer de 2017.
| Any  | Categoria                        | Candidat             | Resultat   |
| ---- | -------------------------------- | -------------------- | ---------- |
| 2016 | Millor pel·lícula iberoamericana | El ciudadano ilustre | Guanyadora |

### Premis Forqué
La pel·lícula va ser nominada al Premi Forqué a la millor pel·lícula llatinoamericana 2017, en la XXII edició d'aquests premis que lliurament EGEDA, Entitat de Gestió de Drets dels Productors Audiovisuals, resultant premiada en la gala que va tenir lloc a la ciutat de Sevilla el 14 de gener de 2017.
Així mateix, l'actor protagonista de la pel·lícula, Oscar Martínez, va resultar nominat al Premi Forqué al millor actor, al costat dels actors Àlex Monner, Antonio de la Torre, Eduard Fernández i Roberto Álamo, qui va resultar premiat finalment.
| Any  | Categoria                        | Candidat             | Resultat  |
| ---- | -------------------------------- | -------------------- | --------- |
| 2017 | Millor pel·lícula iberoamericana | El ciudadano ilustre | Guanyador |
| 2017 | Millor actor                     | Oscar Martínez       | Finalista |

### Premis Ariel
La pel·lícula va ser nominada al Premi Ariel a la millor pel·lícula iberoamericana 2016, en la LIX edició dels Premis Ariel que lliurament Acadèmia Mexicana d'Arts i Ciències Cinematogràfiques, resultant premiada en la gala que va tenir lloc a la Ciutat de Mèxic l'11 de juliol de 2017.
| Any  | Categoria                        | Candidat             | Resultat |
| ---- | -------------------------------- | -------------------- | -------- |
| 2016 | Millor pel·lícula iberoamericana | El ciudadano ilustre | Premiado |

### Premis Platino
| Any  | Categoria                        | Resultat   | Ref.   |
| ---- | -------------------------------- | ---------- | ------ |
| 2017 | Millor pel·lícula iberoamericana | Guanyadora | [ 33 ] |
| 2017 | Millor guió                      | Guanyador  | [ 33 ] |
| 2017 | Millor actor                     | Guanyador  | [ 33 ] |
| 2017 | Millor director                  | Nominat    | [ 33 ] |

### Premis Fénix
| Any  | Categoria         | Candidat                   | Resultat  | Ref.   |
| ---- | ----------------- | -------------------------- | --------- | ------ |
| 2017 | Millor pel·lícula | El ciudadano ilustre       | Nominat   | [ 34 ] |
| 2017 | Millor actor      | Oscar Martínez             | Guanyador | [ 34 ] |
| 2017 | Millor guió       | Andrés Duprat              | Nominat   | [ 34 ] |
| 2017 | Millor director   | Mariano Cohn Gastón Duprat | Nominat   | [ 34 ] |
| 2017 | Millor vestuari   | Laura Donari               | Nominat   | [ 34 ] |